# (7394) Xanthomalitia

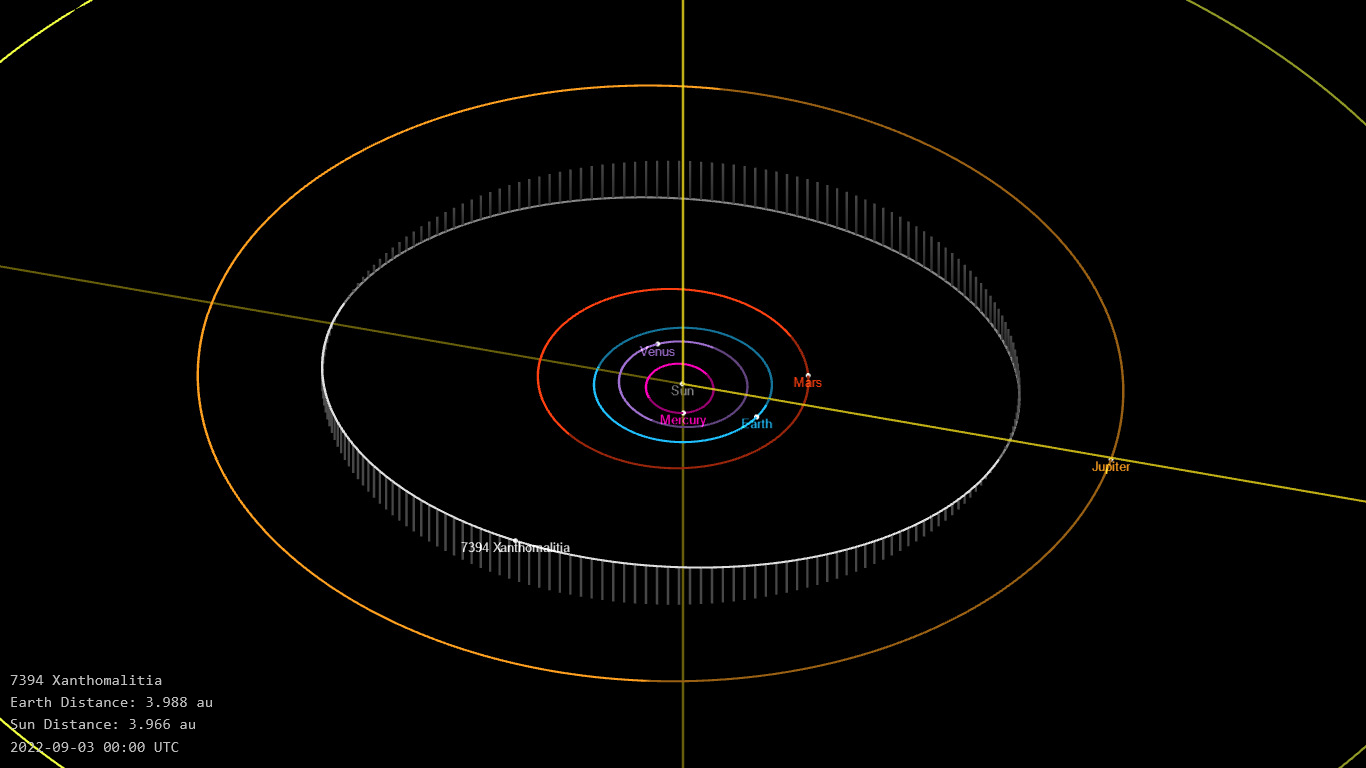
Orbite.

(7394) Xanthomalitia est un astéroïde de la ceinture principale, et plus spécifiquement du groupe de Hilda.

## Description
(7394) Xanthomalitia est un astéroïde du groupe de Hilda. Il présente une orbite caractérisée par un demi-grand axe de 3,93 UA, une excentricité de 0,03 et une inclinaison de 8,6° par rapport à l'écliptique.

## Compléments